# Bergström
Bergström ist ein schwedischer Familienname. In Norwegen kommt die Form Bergstrøm vor.

## Namensträger

### Bergstrøm
- Carl Bergstrøm-Nielsen (* 1951), dänischer Komponist, Improvisationsmusiker und Musiktherapeut
- Carl Julius Bergstrøm (1828–1898), norwegischer Architekt

### Bergström
- Anders Bergström (Gewichtheber) (* 1966), schwedischer Gewichtheber
- Anders Bergström (Skilangläufer) (* 1968), schwedischer Skilangläufer
- Britta Bergström (1919–2017), schwedische Badmintonspielerin
- Calle Bergström (* 1976), schwedischer Eishockeyverteidiger
- Christian Bergström (* 1967), schwedischer Tennisspieler
- Dick Bergström (1886–1952), schwedischer Segler
- Einar Bergström (1919–1996), schwedischer Luftfahrtingenieur und Aerodynamik-Experte
- Erik Bergström (1886–1966), schwedischer Fußballspieler
- Fredrik Bergström (Badminton) (* 1975), schwedischer Badmintonspieler
- Fredrik Bergström (Segler) (* 1990), schwedischer Segler
- Gösta Bergström (1903–1988), schwedischer Langstreckenläufer
- Gunilla Bergström (1942–2021), schwedische Autorin und Illustratorin
- Gustaf Bergström (Fußballspieler) (1884–1938), schwedischer Fußballspieler
- Gustaf Bergström (Sportschütze) (1889–1954), schwedischer Sportschütze
- Harald Bergström (1908–2001), schwedischer Mathematiker
- Helena Bergström (* 1964), schwedische Schauspielerin
- Hjalmar Bergström (1907–2000), schwedischer Skilangläufer
- Jan Bergström (1938–2012), schwedischer Geologe und Paläontologe
- Jerri Bergström (* 1963), schwedischer Fechter
- Kajsa Bergström (* 1981), schwedische Curlerin
- Karl Bergström (* 1937), schwedischer Boxer
- Kristian Bergström (* 1974), schwedischer Fußballspieler
- Kurt Bergström (1891–1955), schwedischer Segler
- Lars Bergström (Physiker) (* 1952), schwedischer Physiker
- Lars Bergström (Eishockeytrainer) (* 1956), schwedischer Eishockeytrainer
- Linda Bergström (Schauspielerin) (* 1979), schwedische Schauspielerin
- Linda Bergström (Tischtennisspielerin) (* 1995), schwedische Tischtennisspielerin
- Martha Sandwall-Bergström (1913–2000), schwedische Schriftstellerin
- Martin Bergström (* 1992), schwedischer Skilangläufer
- Niklas Bergström (* 1974), schwedischer Sportschütze
- Nils Bergström (Leichtathlet) (1898–1988), schwedischer Langstreckenläufer
- Nils Bergström (Bandyspieler) (1921–2001), schwedischer Bandyspieler
- Nils Bergström (Eishockeyspieler, 1922) (* 1922), schwedischer Eishockeyspieler
- Nils Bergström (Tischtennisspieler) (1930–2013), schwedischer Tischtennisspieler
- Nils Bergström (Eishockeyspieler, 1985) (* 1985), schwedischer Eishockeyspieler
- Oscar Bergström (1903–1961), schwedischer Boxer
- Rune Bergström (1891–1964), schwedischer Fußballspieler
- Stig Bergström (* 1935), schwedisch-US-amerikanischer Paläontologe
- Sune Bergström (1916–2004), schwedischer Biochemiker